# Kryštof Pavel z Lichtensteinu-Castelcorna
Kryštof Pavel hrabě z Lichtensteinu-Castelcorna či též počeštěně z Lichtenštejna-Kastelcornu (okolo 1600, jižní Tyrolsko - 30. srpna 1648 Brno) byl moravský šlechtic z rodu Lichtenstein-Castelcornů, voják a politik tyrolského původu v období třicetileté války. Mezi lety 1640 až 1648 zastával funkci moravského zemského hejtmana.
Olomoucký biskup Karel II. z Lichtensteinu-Castelcorna byl jeho synovcem.